# Giuse Thái Bỉnh Thụy

Huy hiệu GM Giuse Thái Bỉnh Thụy

Giuse Thái Bỉnh Thụy (tiếng Trung: 蔡炳瑞, tiếng Anh: Joseph Cai Bing-rui; sinh 1966) là một giám mục người Trung Quốc của Giáo hội Công giáo Rôma. Ông hiện đảm trách nhiệm vụ Giám mục chính tòa Giáo phận Hạ Môn, được cả Tòa Thánh lẫn chính quyền Trung Quốc thừa nhận.

## Tiểu sử
Giám mục Thái sinh ngày 15 tháng 9 năm 1966 tại Hạ Môn (Phúc Kiến, Trung Quốc). Năm 1985, ông vào tu viện Xà Sơn Thượng Hải tu tập. Ngày 15 tháng 8 năm 1992, ông được thụ phong chức vị linh mục.
Sau khi thụ chức, ông trở về quê nhà Hạ Môn phụng vụ. Bấy giờ giáo phận Hạ Môn đang trong tình trạng trống tòa sau khi giám mục Giuse Hoàng Tử Ngọc qua đời năm 1991. Năm 1996, ông được bầu làm Giám quản giáo phận.
Tháng 6 năm 2009, ông được Hội Công giáo Yêu nước Trung Quốc bầu làm Giám mục Hạ Môn. Tòa Thánh sau đó cũng ra thông cáo bổ nhiệm ông làm Giám mục chính tòa Giáo phận Hạ Môn. Lễ tấn phong của ông được tổ chức vào ngày 8 tháng 5 năm 2010. Khẩu hiệu giám mục của ông là "Cộng thành nhất mục" (共成一牧).